# Да здравствует Трансатлантический туннель! Ура!
Да здравствует Трансатлантический туннель! Ура! (англ. A Transatlantic Tunnel, Hurrah!; в США публиковался под названием англ. Tunnel Through the Deeps) — роман Гарри Гаррисона в жанре альтернативной истории, в котором присутствуют также признаки других жанров, включая стимпанк, политический детектив и т. д. Описываемая реальность и язык произведения стилизованы под научно-техническую фантастику викторианской эпохи.

## Сюжет
В альтернативной реальности Гаррисона в 1973 году существует гигантская Британская империя, включающая оба Американских материка. Испания так и осталась под властью мусульман, а Америку открыл Джон Кабот. Американская революция была подавлена, а Джордж Вашингтон повешен как предатель. Его потомок — инженер Гас Вашингтон — начинает постройку Трансатлантического туннеля (его идея позаимствована из рассказа Мишеля Верна «Экспресс будущего»). Гасу приходится преодолевать сопротивление как политиков-консерваторов, не желающих превращения Северной Америки в доминион, так и отца своей возлюбленной — сэра Айсэмбарда Брасси-Бранела (потомка Изамбарда Брюнеля). Среди научно-технических изобретений упоминается паровоз на атомной тяге, самолёт-амфибия с паровыми турбинами на угле и прочее. Среди действующих лиц романа — детектив Дик Трейси, лорд Кингсли Эмис, а также автор «научно-романтической литературы» преподобный Брайан Олдисс.